# Roy Andersson (labdarúgó)
Roy Andersson (Kirseberg, 1949. augusztus 2. –) svéd válogatott labdarúgó.

## Pályafutása

### A válogatottban
1974 és 1978 között 20 alkalommal szerepelt a svéd válogatottban. Részt vett az 1978-as világbajnokságon.

## Sikerei, díjai
Malmö FF
- Svéd bajnok (5): 1970, 1971, 1974, 1975, 1977
- Svéd kupa (4): 1973, 1974, 1975, 1978

Egyéni
- Guldbollen (1): 1977